# Juniperus herragudensis
Juniperus herragudensis là một loài thực vật hạt trần trong họ Cupressaceae. Loài này được J.M.Aparicio & Uribe-Ech. mô tả khoa học đầu tiên năm 2008.